# Fushë-Arrëz
Fushë-Arrëz (albanska: Fushë-Arrëz med böjningsformen Fushë-Arrëzi) är en ort och kommun i prefekturen Shkodra i Albanien. Den nuvarande kommunen bildades 2015 genom sammanslagningen av kommunerna Blerim, Fierza, Fushë-Arrëz, Iballa och Qafë-Mali. Kommunen hade 7 405 invånare (2011) på en yta av 540,42 km². Den tidigare kommunen hade 2 513 invånare (2011).